# Comté de Warren (New York)
Pour les articles homonymes, voir Warren et Comté de Warren.
Le comté de Warren est l'un des 62 comtés de l'État de New York, aux États-Unis. Son siège est Queensbury.

## Géographie

### Climat
Le climat du comté de Warren est continental humide, à l'instar du reste de l'État de New York. L'hiver, de l'air froid et sec arrive depuis le Canada et l'intérieur de l'Amérique du Nord ; l'été, sous l'influence du Gulf Stream, le temps est chaud et humide. Des tempêtes extra tropicales touchent parfois le comté. En hiver, les tempêtes du Cap Hatteras causent d'importantes précipitations de neige et de pluie, et peuvent apporter des vents violents. En été et en automne, des fronts froids venant du nord peuvent causer des orages, parfois violents.

### Municipalités

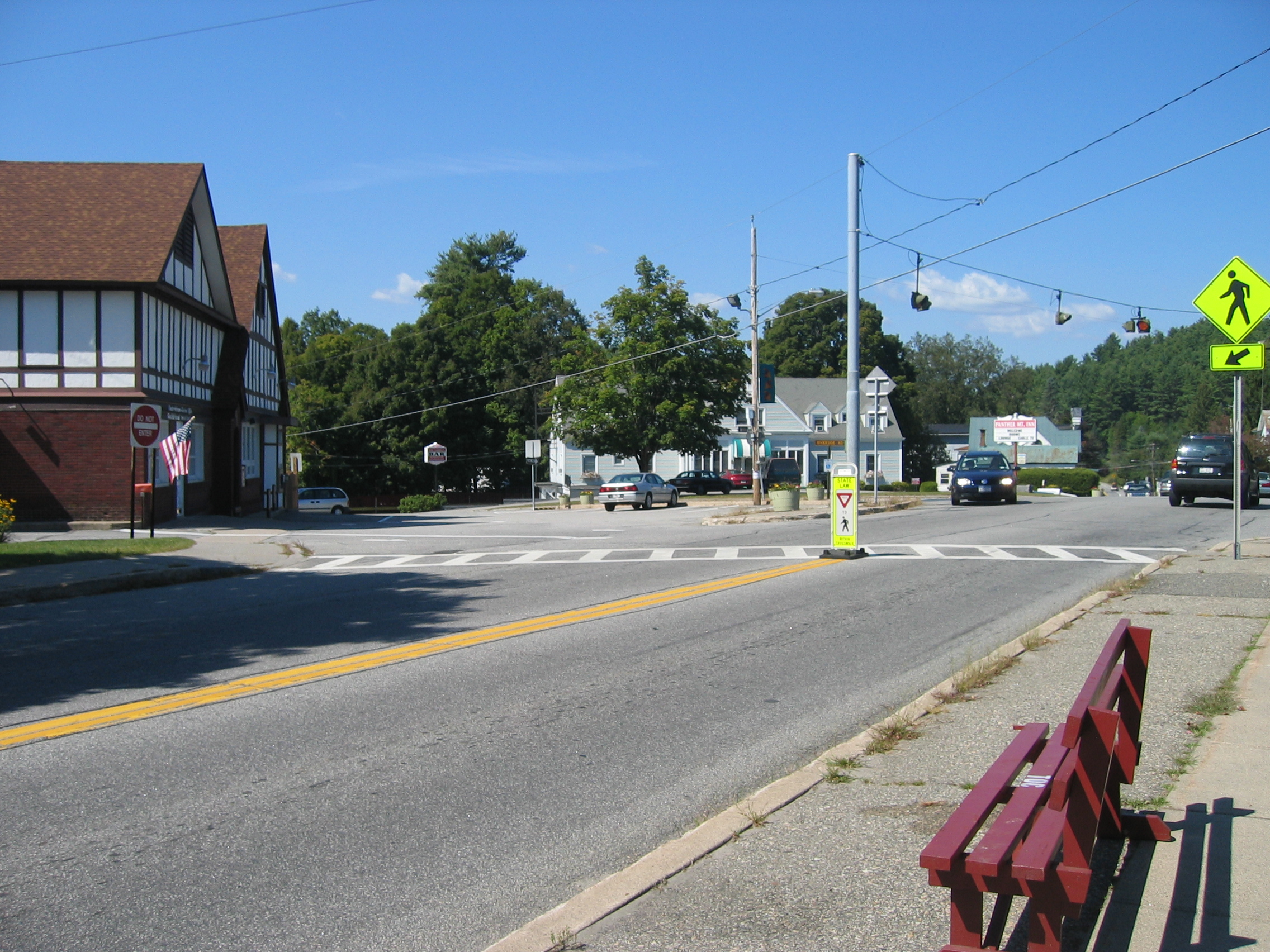
Hameau de Chestertown à Chester.

- Town of Bolton
- Town of Chester
- City of Glens Falls
- Town of Hague
- Town of Horicon
- Town of Johnsburg
- Town of Lake George
  - Village of Lake George
- Town of Lake Luzerne
- Town of Queensbury
- Town of Stony Creek
- Town of Thurman
- Town of Warrensburg

## Gouvernement local
Le comté de Warren compte 20 county supervisors : Ronald F. Conover, Frederick H. Monroe, Daniel J. Girard, Peter V. McDevitt, Harold (Bud) Taylor, William Loeb, William H. Kenny, Daniel D. Belden, Ralph W. Bentley, Sterling Goodspeed, Frank McCoy, Eugene J. Merlino, David J. Strainer, Fred Champagne, William T. VanNess, Matthew D. Sokol, Daniel G. Stec, Frank E. Thomas, Evelyn Wood, et Kevin Geraghty qui représentent 11 des villes du comté. Il y a aussi 11 town supervisors.

## Société

### Éducation
Le comté compte 16 écoles primaires publiques ; la plus grande d'entre elles est la Queensbury Elementary School, avec 1 150 élèves, et la plus petite la Abraham Wing School avec 146 élèves. Il y a neuf collèges ; le plus grand est la Queensbury Middle School avec 945 élèves et le plus petit la Bolton Central School avec 285 élèves. Le comté compte 11 lycées ; le plus grand est la Queensbury Senior High School avec 1 301 lycéens et le plus petit la Bolton Central School, avec 285 élèves. En outre, une école privée importante se trouve dans le comté de Warren, la St. Mary's - St. Alphonsus Regional Catholic School, à Glens Falls.

## Transport

### Transport ferroviaire
Amtrak dessert Glens Falls avec des voyages quotidiens Adirondack et Ethan Allen Express, ce qui permet un accès aisé à Montréal, Albany, New York, et Rutland (Vermont), parmi de nombreuses autres villes.

### Bus et cars
Une desserte régulière de cars de Queensbury à Glens Falls est gérée par le Greater Glens Falls Transit System, qui fournit aussi une ligne de trolleys (quatre voyages par jour) de Bolton Landing jusqu'au nord du Hearthstone Point Campground sur la Route 9N.

### Le réseau routier
Le réseau de transport routier du comté de Warren comprend des routes maintenues par l'État de New York (par l'intermédiaire du département des Transports des États-Unis ou NYSDOT), par le comté, et par ses towns et villages. Les voies gérées par le comté et l'État représentent 760 km du réseau routier de l'État. La plupart des routes sont de petites voies de connexion, alors que d'autres sont des sections de routes longues de 48 km. Le comté compte une autoroute inter-États, l'Interstate 87 (I-87), aussi connue sous le nom de Adirondack Northway. Le comté est également traversé par une U.S. Route, l'U.S. Route 9, et par huit routes touristiques numérotées dont la plus longue est la New York State Route 9N (NY 9N). L'État de New York y compte également trois autres routes, dont la plus longue est la NY 917A, ou Prospect Mountain Veterans Memorial Highway. Le réseau secondaire est composé par 81 routes de comté, qui pour la plupart sont courtes et connectent les axes principaux.
La plus longue route d'État du comté est la NY 9N, avec 78,18 km à l'intérieur de ses frontières ; la plus courte est la NY 911E, avec seulement 0,3 km. Ces routes desservent les principales municipalités du comté de Warren, parmi lesquelles la city de Glens Falls, les towns de Warrensburg et Queensbury et le village de Lake George.
Au total, le comté comprend 2 005 km de routes.

#### Axes principaux

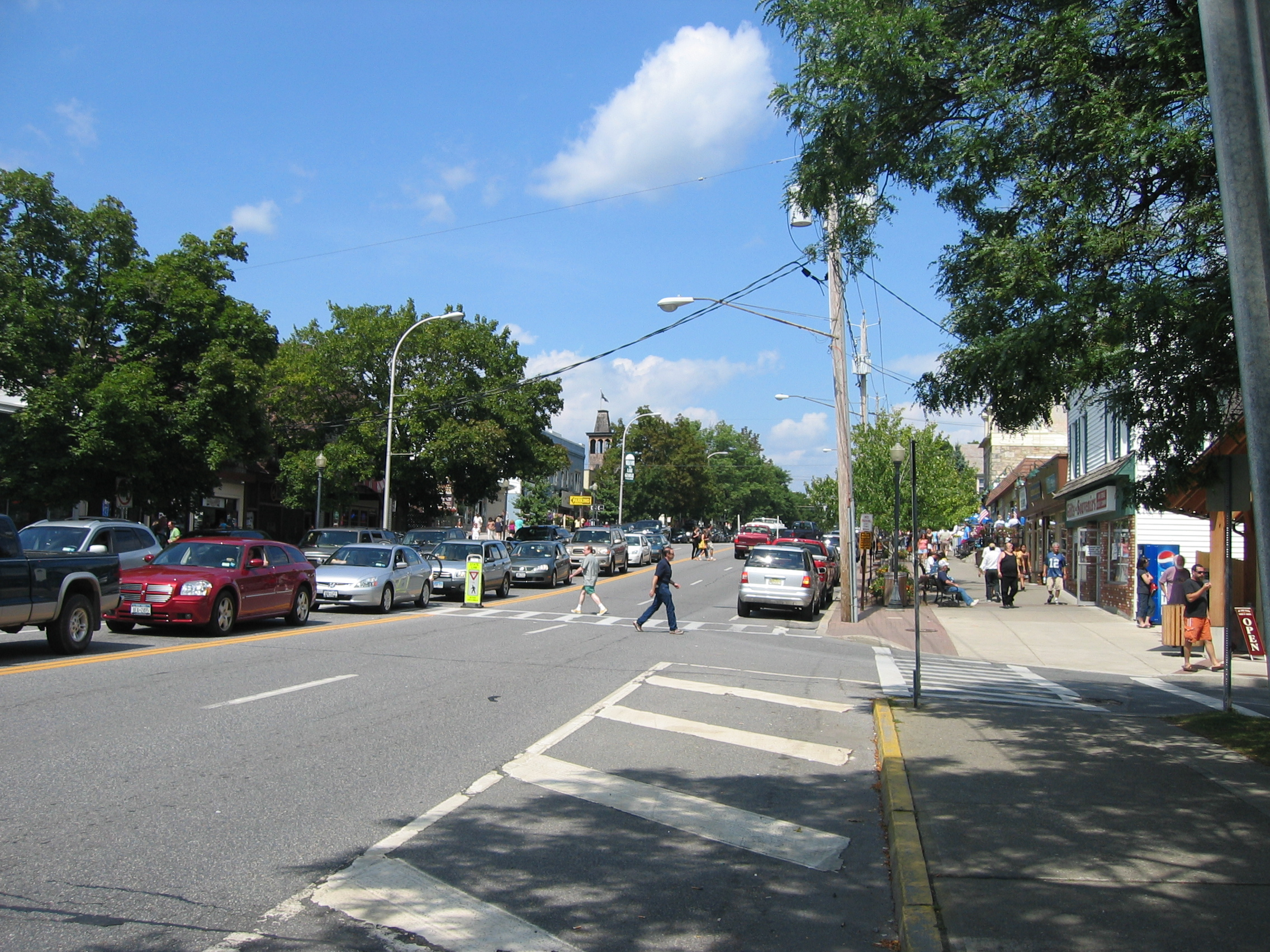
Le centre-ville de Lake George Village le long de Canada Street (US 9 / NY 9N)

L'I-87 est la seule autoroute inter-États présente à l'intérieur du comté ; elle comprend neuf échangeurs sur ses 62,01 km. Les sorties desservent Glens Falls, Queensbury, Warrensburg, Lake George, Bolton Landing, et Chestertown. Autrefois, l'autoroute se terminait dans le centre de Lake George ; son ancienne terminaison à deux voies devint la route NY 912Q après l'extension de l'autoroute au nord.
Il y a eu deux U.S. Highways dans le comté de Warren. La plus longue - et la seule encore existante - est l'U.S Route 9, qui traverse le comté sur 65,07 km,. Depuis son appellation en 1926, la U.S. 9 dessert Glens Falls, Queensbury, Lake George, Warrensburg et Chestertown avant d'entrer dans le comté d'Essex. La U.S. 9 disposait autrefois de quatre routes secondaires dans le comté ; seulement deux existent encore aujourd'hui. En 1926 fut également inaugurée l'U.S. Route 5, qui se terminait à l'origine à Glen Falls en rencontrant l'U.S. 9. Elle fut cependant modifiée en 1930, lors de la renumérotation des routes de l'État de New York, pour suivre l'Hudson du sud de Hudson Falls jusqu'au Capital District, contournant dès lors le comté de Warren à l'est.

#### Itinéraires touristiques
Les routes de tourisme sont signalées par des panneaux en noir et blanc et bordées à intervalles réguliers par des panneaux verts, lorsqu'elles sont maintenues par l'État de New York. Le comté de Warren en a compté 18 depuis la fondation du système moderne de tourisme de New York en 1924 ; il reste en 2011 10 routes de ce genre. Trois routes créées en 1924, les NY 6, NY 10, et NY 30, entraient dans le comté et le traversaient du nord au sud. Une autre route, la NY 47, fut formée en 1926 depuis Chestertown jusqu'à Ticonderoga en passant par Hague. La NY 6 fut replacée par la US 9 in 1927, et les trois autres routes furent reformées en dehors du comté ou entièrement éliminées à l'occasion de la renumérotation de 1930.

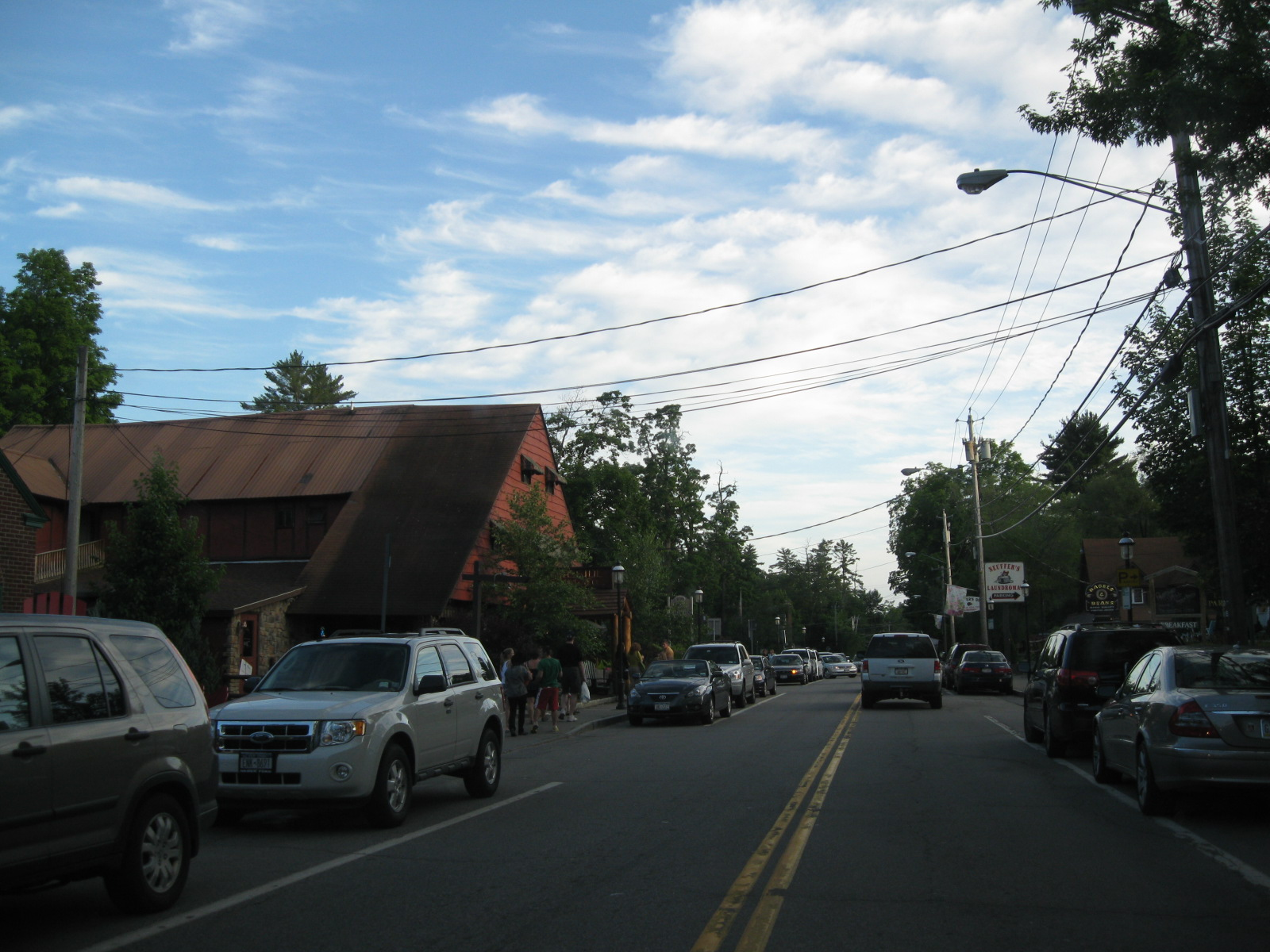
La NY 9N passe par le centre-ville de Bolton Landing.

Après la renumérotation et la réorganisation dans l'État de New York, le système routier du comté de Warren atteignit son état actuel (à l'exception de quelques routes). La NY 9K reprit le tracé originel de la NY 10 entre Saratoga Springs et Lake George tandis que la NY 47 fut attribuée à une grande route entre Lake George village et Hague dont le tracé suit la côte ouest du Lac George. La NY 9N, quant à elle, commençait à l'origine à Elizabethtown dans le comté d'Essex. Cet axe fut poursuivi au sud à deux reprises : dans un premier temps jusqu'au Lac George, aux alentours de 1936, en remplacement de la NY 47,; ; dans un second temps jusqu'à Saratoga Springs, au début des années 1950, en remplacement de la NY 9K,. Fut également assignée à l'occasion de la renumérotation la NY 32B, une route alternative de la NY 32 qui commençait à Glens Falls et suivait l'Hudson vers l'est jusqu'au Comté de Washington. La NY 9M, un embranchement nord-sud reliant la US 9 à la NY 8, fut assignée l'année suivante, avant d'être supprimée vers 1939,.
En 1940, la NY 32 fut étendue jusqu'au comté de Warren, passant par Glens Falls et Queensbury sur le chemin de son terminus dans le comté de Washington. À l'origine, la NY 32B se recoupait avec la NY 32 sur Warren Street ; toutefois, elle fut tronquée en direction de l'est pour commencer à Queensbury aux alentours de 1962, et fut supprimée en 1965 ; elle fut partiellement remplacée par la NY 254, une voie annexe au nord-est de Glens Falls allant de l'I-87 jusqu'au comté de Washington,.
Des 10 routes actuelles, la NY 418 à Warrensburg est la plus courte ; et la NY 9N, la plus longue. Les autres voies du comté de Warren incluent la NY 8, dans la partie nord du comté, la NY 9L, une petite route suffixe de la US 9 ; la NY 149, raccord de l'I-87 à la frontière avec le Vermont passant dans les comtés de Warren et de Washington ; la NY 28, qui dessert l'ouest du comté de Warren County et s'achève à Johnsburg et sa route suffixe, la NY 28N, qui s'arrête elle aussi dans l'ouest du comté.

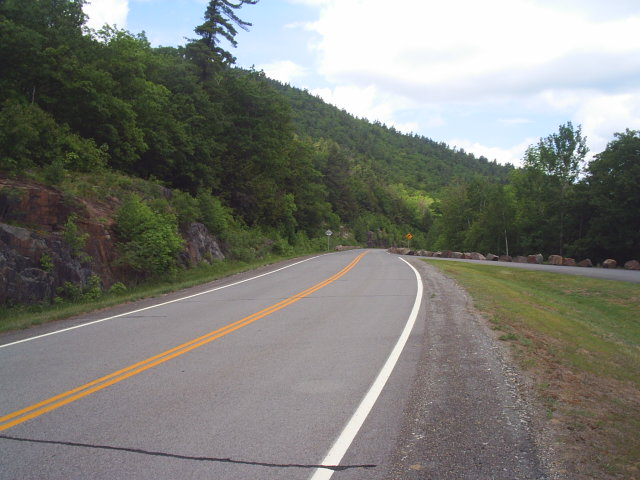
La Prospect Mountain Veterans Memorial Highway à l'un des trois points de vue sur le versant des montagnes.

Il y a 13 routes touristiques de l'État de New York sans la seule région des monts Adirondacks ; trois d'entre elles se trouvent dans le comté de Warren. La première, le Roosevelt–Marcy Trail, fait partie de la NY 28N ; la seconde est le Dude Ranch Trail, une boucle dans les comtés de Warren et de Saratoga, ; et la troisième est le Central Adirondack Trail, qui comprend des parties des routes NY 9L, US 9 et NY 28

#### State reference routes
Il y a trois reference routes maintenues par l'État de New York dans le comté de Warren. La plus courte d'entre elles est la NY 911E, une route est-ouest reliant la NY 32 à la NY 254 ; c'est dans le comté de Warren la seule portion de l'alignement ancien de la NY 32B qui n'est pas devenue une partie de la NY 254,. La plus longue de ces trois routes est la NY 917A, plus connue sous le nom de Prospect Mountain Veterans Memorial Highway. La troisième est la NY 912Q, une route express à deux voies s'étirant vers l'est depuis la sortie 22 de l'I-87,.

#### Routes maintenues par le comté
Le comté de Warren gère directement 81 routes. La plupart sont de courtes voies de connexion entre les axes plus importants, mais une minorité consiste en anciennes routes d'État, par exemple les routes CR 64 and CR 62, qui faisaient toutes deux partie de la NY 9M pendant les années 1930, et la CR 79, qui faisait partie de la NY 32 jusqu'en 1981,. Dans certains cas, une seule désignation de route de comté a été assignée à plusieurs routes différentes : c'est le cas de la CR 11, qui commence à son intersection avec la CR 10 juste à l'est de la Northway (I-87) à Chestertown, mais se sépare en deux à l'est de Riverbank. Jusqu'en 2009, les routes du comté n'étaient pas signalisées comme des routes normales de tourisme à l'exception de la CR 23 .

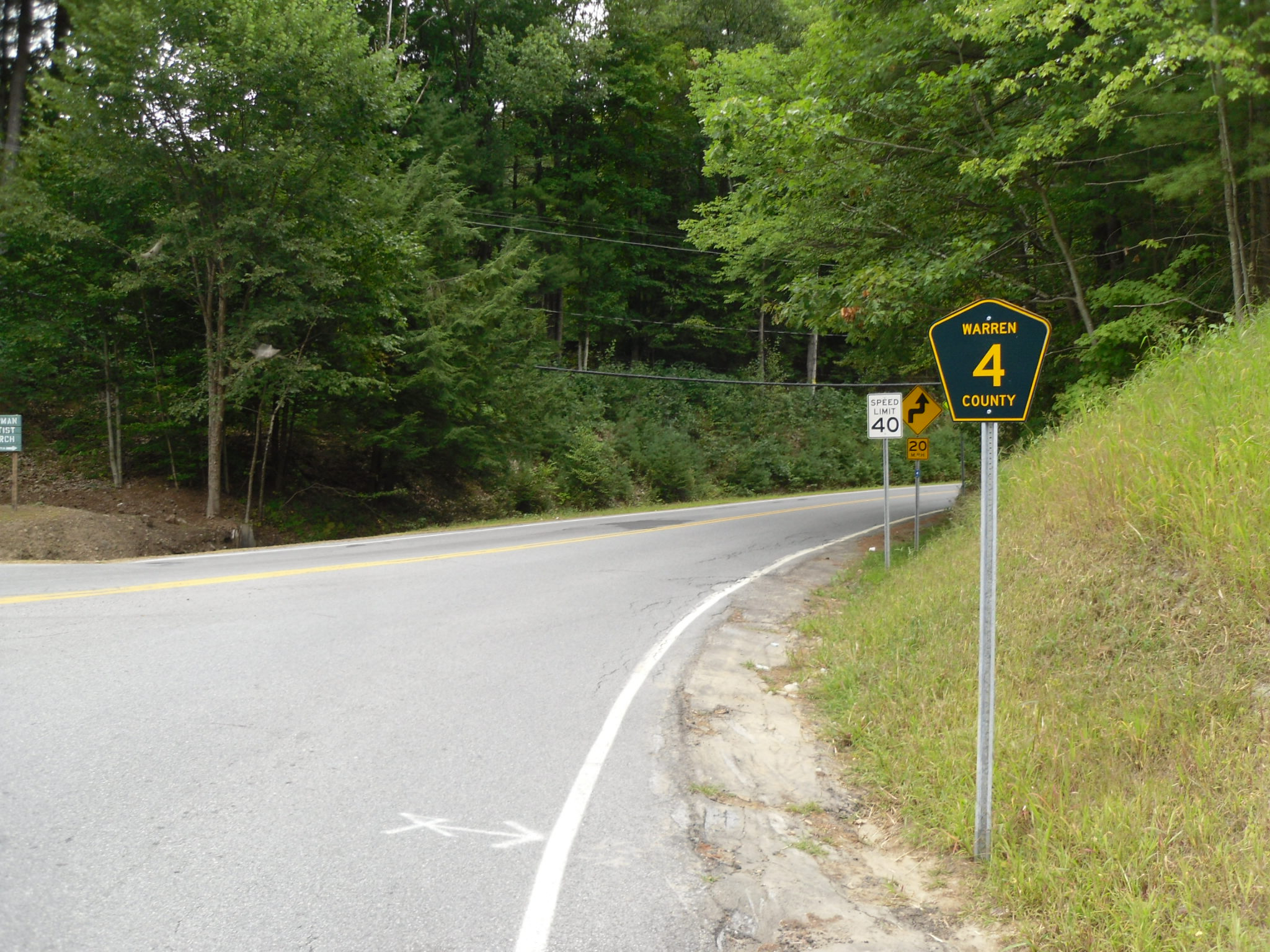
Les nouveaux panneaux indicateurs des routes du comté sur la County Route 4 à Warrensburg. L'ancien style peut être vu sur le panneau de limitation de vitesse à 40 mph à l'arrière-plan.

En novembre 2007, les habitants du comté s’inquiétèrent des dommages pouvant être causés à l'environnement fragile du Lac George et de ses environs par l'utilisation du sel sur certaines routes du comté, parmi lesquelles la CR 7, la CR 11, et la CR 35. Le Warren County Highway Department utilise en moyenne 8 165 t de sel chaque année pour ces routes ; et ce sel commence à se répandre dans le lac, ce qui cause un impact négatif sur son équilibre environnemental. Les responsables locaux ont reconnu le problème et essaient de le résoudre tout en assurant la sécurité des conducteurs.

#### Liste des routes inter-État, des États-Unis et de l'État de New York dans le comté
| Route   | Formée en | Longueur (km) | Localités traversées                                       |
| I-87    | 1957      | 62,01         | Queensbury, Lake George, Warrensburg, Chester              |
| US 9    | 1926      | 65,07         | Glens Falls, Queensbury, Lake George, Warrensburg, Chester |
| NY 8    | 1930      | 75,3          | Chester, Johnsburg                                         |
| NY 9L   | 1930      | 29,9          | Queensbury, Lake George                                    |
| NY 9N   | 1930      | 78,18         | Lake Luzerne, Lake George, Bolton, Hague                   |
| NY 28   | 1930      | 34,17         | Chester, Warrensburg                                       |
| NY 28N  | 1930      | 7,31          | North Creek                                                |
| NY 32   | 1930      | 4,63          | Glens Falls, Queensbury                                    |
| NY 149  | 1930      | 9,5           | Queensbury                                                 |
| NY 254  | ca. 1965, | 8,59          | Queensbury                                                 |
| NY 418  | 1930      | 5,63          | Warrensburg                                                |
| NY 911E | —         | 0,32          | Queensbury                                                 |
| NY 912Q | 1967      | 1,06          | Lake George                                                |
| NY 917A | 1969      | 9,46          | Lake George                                                |